# Lakardowo
Lakardowo is een bestuurslaag in het regentschap Mojokerto van de provincie Oost-Java, Indonesië. Lakardowo telt 3266 inwoners (volkstelling 2010).